# Dufourea metallica
Dufourea metallica là một loài Hymenoptera trong họ Halictidae. Loài này được Morawitz mô tả khoa học năm 1890.